# فورد جی‌تی
فورد جی‌تی (به انگلیسی: Ford GT) نام یک خودروی اسپورت موتور وسط دونفره ساخت آمریکا است که توسط شرکت فورد و در پی جشن ۱۰۰ سالگی این شرکت در سال ۲۰۰۳ ساخته شده و به فروش رسیده‌است. تولید این خودرو با طراحی جدید برای مدل سال ۲۰۱۷ از سر گرفته‌شد.
این خودرو یادآور مدل قدیمی و منحصر بفرد جی‌تی۴۰ است که از سال ۱۹۶۶ تا ۱۹۶۹ برای چهار بار متوالی برندهٔ‌ مسابقات ۲۴ ساعته لمانز (شامل کسب مقام اول تا سوم در سال ۱۹۶۶) بوده‌است.

## نسل اول (۲۰۰۵_۲۰۰۶)

### توسعه
فورد جی‌تی پیش از صدمین سالگرد تأسیس شرکت فورد، در قالب یک خودروی مفهومی و به عنوان بخشی از برنامهٔ فورد برای احیای نام‌های افسانه‌ای و تاریخ‌ساز این شرکت مانند موستانگ و تاندربرد، پا به عرصهٔ وجود گذاشت. شرکت فورد از مدل مفهومی جی‌تی۴۰ در سال ۲۰۰۲ و در نمایشگاه بین‌المللی خودروی آمریکای شمالی رونمایی کرد. کامیلو پاردو، که در آن زمان رئیس استودیوی «اسطوره‌های زندهٔ» فورد بود، به عنوان طراح اصلی فورد جی‌تی تحت رهبری جی مِیز شناخته می‌شود. فورد برای طراحی و توسعهٔ فورد جی‌تی از کرول شلبی، طراح اصلی خودروی شلبی جی‌تی۵۰۰ نیز جهت مشاوره برای بهبود عملکرد و انجام آزمایش‌های فنی بر روی نمونهٔ اولیه، دعوت به همکاری کرد. در زمان توسعهٔ فورد جی‌تی، این پروژه با نام پتونیا نام‌گذاری شد.

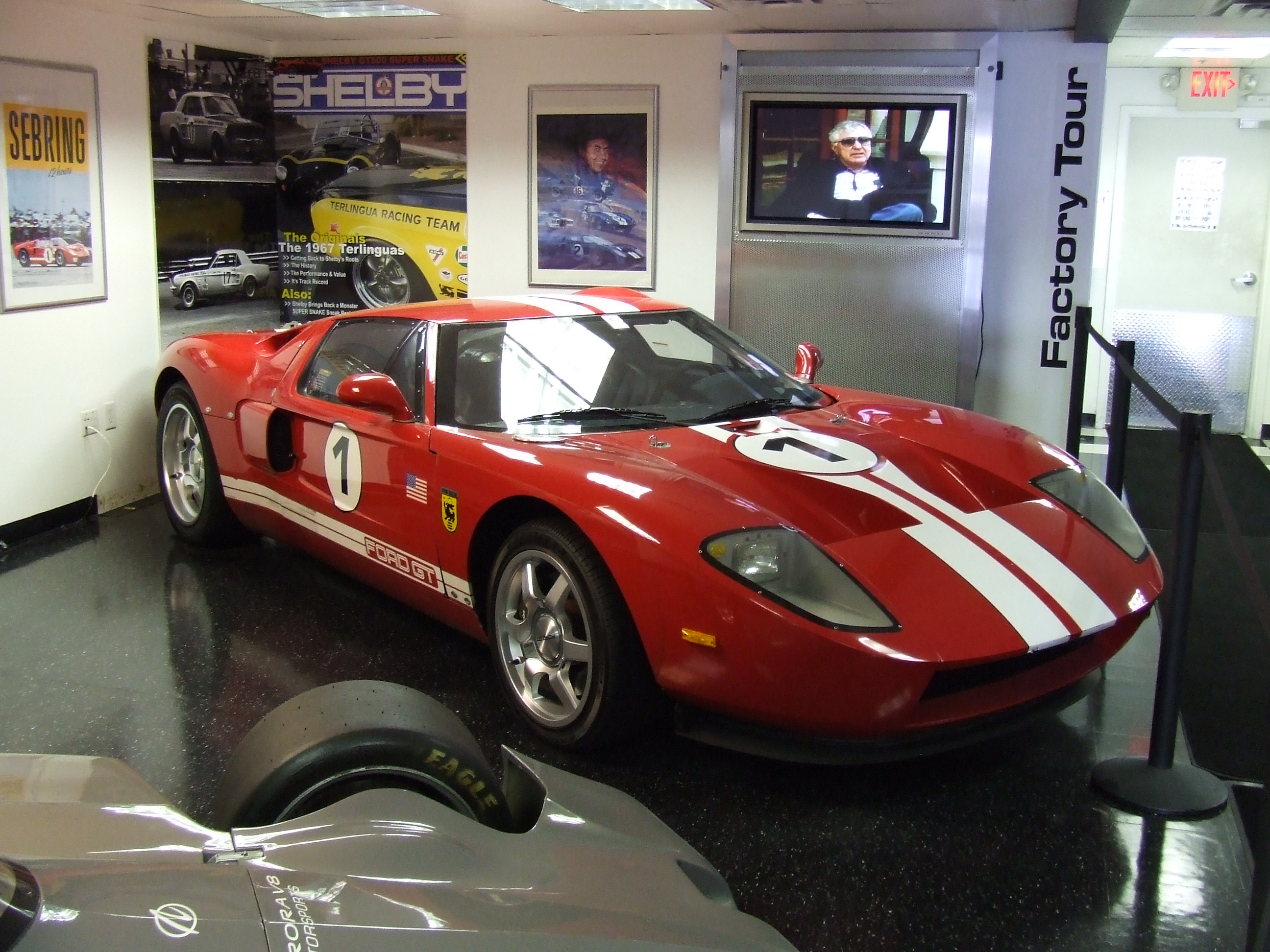
نمونهٔ اولیهٔ فورد جی‌تی با نام «وورکهورس ۱»، موزهٔ شلبی امریکن، لاس‌وگاس، نوادا

در نمای ظاهری فورد جی‌تی و مدل جی‌تی۴۰ قدیمی شباهت‌های بسیاری وجود دارد. با این تفاوت که جی‌تی کمی بزرگتر و پهن‌تر است و مهم‌تر از همه اینکه ارتفاع آن به میزان ۳ اینچ (۷۶ میلیمتر) از جی‌تی۴۰ که دارای ارتفاع ۴۰ اینچ (۱۰۰ سانتیمتر) بود، بلندتر است؛ لازم به ذکر است که عدد ۴۰ در نام فورد جی‌تی۴۰ به ارتفاع ۴۰ اینچی آن از سطح زمین اشاره دارد. در نتیجهٔ این تفاوت، در زمان معرفی انتظار می‌رفت که این خودرو جی‌تی۴۳ نام بگیرد. با وجود شباهت‌های زیاد در نمای ظاهری نسل اول فورد جی‌تی و مدل قدیمی جی‌تی۴۰، این دو خودرو در بخش فنی کاملاً با یکدیگر متفاوت بودند. در سال ۲۰۰۳ سه دستگاه از این خودرو به عنوان بخشی از جشن ۱۰۰ سالگی شرکت فورد، برای عموم به نمایش درآمد، و سپس تولید آن در بهار سال ۲۰۰۴ آغاز شد و خودروهای تولید شده تنها با نام فورد جی‌تی در پاییز ۲۰۰۴ جهت فروش وارد بازار شدند.
بدلیل اینکه این خودرو به مناسبت صدمین سالگرد تأسیس شرکت فورد ساخته شده‌بود، طراحی گرافیکی داخل چراغ جلوی سمت چپ به گونه‌ای بود که عدد ۱۰۰ در آن دیده شود.

### مشکلات نام‌گذاری
در دههٔ ۱۹۸۰ یک شرکت بریتانیایی به نام شرکت مهندسی سفیر که در آن زمان صاحب نام تجاری فورد جی‌تی۴۰ بود، به تولید این خودرو می‌پرداخت. در زمانی که تولید فورد جی‌تی۴۰ توسط متوقف شد، این شرکت قطعات، ابزارها و دستگاه‌ها، طراحی و حق استفاده از نام تجاری جی‌تی۴۰ را به یک شرکت کوچک واقع در اوهایو با نام سفیر جی‌تی۴۰ اسپیرز فروخت. این شرکت کوچک حق استفاده از نام جی‌تی۴۰ را فقط برای استفاده بر روی خودروی نمایشی در سال ۲۰۰۲ به شرکت فورد واگذار کرد. اما وقتی که فورد تصمیم به تولید این خودرو گرفت، این دو شرکت در مذاکرات بر سر خرید نام تجاری جی‌تی۴۰ به نتیجه نرسیدند، بنابراین خودروهای تولیدی تنها با نام جی‌تی وارد بازار شدند.

### تولید
تولید فورد جی‌تی برای مدل‌های سال ۲۰۰۵ و ۲۰۰۶ برنامه‌ریزی شد. مونتاژ و تولید آن در شرکت می‌فلاور واقع در شهر نورواک ایالت اوهایو، و رنگ‌آمیزی آن در کارخانهٔ خودروهای ویژهٔ شرکت سالین واقع در شهر تروی ایالت میشیگان انجام گرفت. موتور فورد جی‌تی در کارخانهٔ ساخت پیشرانه در رومئو تولید می‌شد، و بعد از انتقال به ساختمان تیم ویژهٔ خودروسازی فورد در کارخانهٔ شرکت فورد در ویموکس، میشیگان، پس از نصب تزئینات نهایی داخلی، به همراه جعبه‌دنده بر روی خودرو نصب می‌شد.
از میان ۴٬۵۰۰ دستگاه خودرویی که قرار بود تولید شوند، ۱۰۰ دستگاه برای صادرات به اروپا در نظر گرفته شده‌بود که این کار در اواخر سال ۲۰۰۵ به انجام رسید. ۲۰۰ دستگاه دیگر از تولید این خودرو نیز در بازار کانادا عرضه شد و در نهایت تولید فورد جی‌تی پیش از دستیابی به تعداد هدف تولید ۴٬۵۰۰ دستگاه، در سپتامبر ۲۰۰۶ پایان یافت. از این خودرو در حدود ۵۵۰ دستگاه در سال ۲۰۰۴، نزدیک به ۱۹۰۰ دستگاه در سال ۲۰۰۵، و کمی بیش از ۱۶۰۰ دستگاه در سال ۲۰۰۶ تولید شد. مجموع تعداد خودروهای تولید شده در زمان توقف تولید، ۴٬۰۳۸ دستگاه بود. ۱۱ بدنهٔ نهایی تولید شده در کارخانهٔ می‌فلاور تکه تکه شدند و شاسی‌ها و قطعات بدنه برای تأمین قطعات یدکی مورد استفاده قرار گرفتند. کارخانهٔ مونتاژ ویموکس در میشیگان، تولید تمام مدل‌ها را در سال ۳۱ مهٔ ۲۰۰۷ به طور کامل متوقف کرد و فروش فورد جی‌تی در سال ۲۰۰۷، با فروش خودروهای تولید شده‌ٔ موجود در انبار شرکت و پارکینگ نمایندگی‌های فروش ادامه داشت.
| مدل سال | گزارش‌های فروش در ایالات متحده | گزارش‌های فروش در ایالات متحده | گزارش‌های فروش در ایالات متحده | گزارش‌های فروش در ایالات متحده | گزارش‌های فروش در ایالات متحده | گزارش‌های فروش در ایالات متحده | گزارش‌های فروش در ایالات متحده | گزارش‌های فروش در ایالات متحده | گزارش‌های فروش در ایالات متحده | گزارش‌های فروش در ایالات متحده | گزارش‌های فروش در ایالات متحده | گزارش‌های فروش در ایالات متحده | گزارش‌های فروش در ایالات متحده | تولید |
| مدل سال | ژانویه                        | فوریه                         | مارس                          | آوریل                         | مه                            | ژوئن                          | ژوئیه                         | اوت                           | سپتامبر                       | اکتبر                         | نوامبر                        | دسامبر                        | مجموع                         | تولید |
| ------- | ----------------------------- | ----------------------------- | ----------------------------- | ----------------------------- | ----------------------------- | ----------------------------- | ----------------------------- | ----------------------------- | ----------------------------- | ----------------------------- | ----------------------------- | ----------------------------- | ----------------------------- | ----- |
| ۲۰۰۵    | ۷                             | ۴                             | ۴۴                            | ۷۰                            | ۱۱۷                           | ۱۵۰                           | ۹۱                            | ۱۱۳                           | ۱۷۶                           | ۱۶۵                           | ۱۵۷                           | ۲۰۸                           | ۱۳۰۲                          | ۲۰۲۷  |
| ۲۰۰۶    | ۱۵۷                           | ۱۹۴                           | ۲۰۴                           | ۱۵۷                           | ۱۷۸                           | ۱۸۵                           | ۱۴۷                           | ۱۴۳                           | ۱۳۳                           | ۱۰۲                           | ۲۶۱                           | ۵۸                            | ۱۹۱۹                          | ۲۰۱۱  |
| جمع کل  | جمع کل                        | جمع کل                        | جمع کل                        | جمع کل                        | جمع کل                        | جمع کل                        | جمع کل                        | جمع کل                        | جمع کل                        | جمع کل                        | جمع کل                        | جمع کل                        | ۳۲۲۱                          | ۴۰۳۸  |

### فروش و بازاریابی

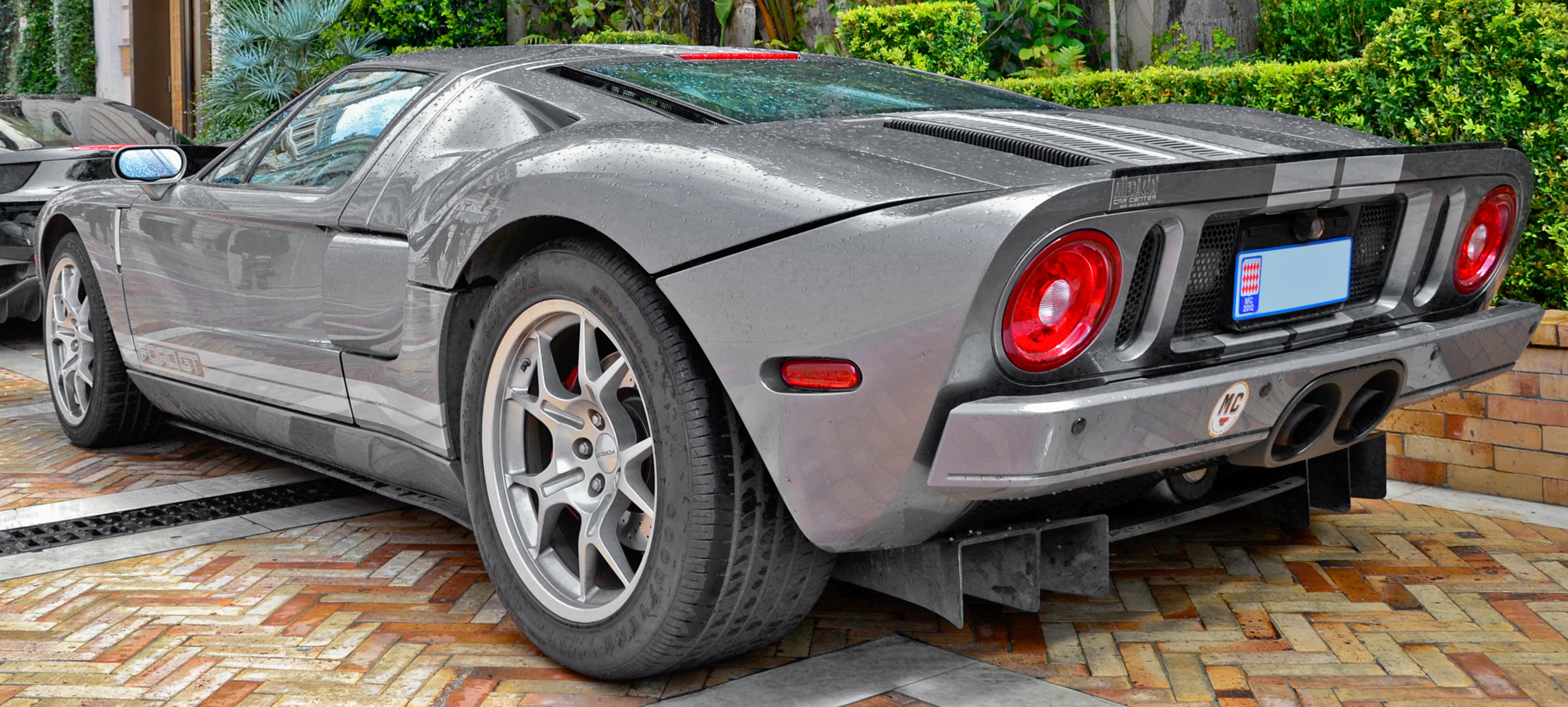
فورد جی‌تی تنگستن با تولید محدود (موناکو)

در زمانی که فورد جی‌تی برای اولین بار معرفی و رونمایی شد، تقاضا برای خریداری آن بیشتر از حجم عرضهٔ این خودرو بود، و خودروهای تولید شده با قیمت‌های بالا به فروش می‌رسیدند. اولین نسخه‌ای از این خودروی اسپورت جدید و موتور وسط که به صورت خصوصی به فروش رسید، یک فورد جی‌تی مدل سال ۲۰۰۵ بود که در تاریخ ۲۴ اوت ۲۰۰۴ توسط جان شرلی، مدیر اجرائی سابق شرکت مایکروسافت و با رنگ آبی تیره خریداری شد. شرلی با پیشنهاد مبلغ ۵۵۷٬۰۰۰ دلار برای خرید فورد جی‌تی در یک مزایدهٔ خیریه که در پبل بیچ برگزار شده بود، حق خرید اولین دستگاه فورد جی‌تی تولید شده (با شماره شاسی ۱۰) را از آن خود کرد.
چندین دستگاه بعدی نیز با قیمت‌هایی گاه تا ۱۰۰٬۰۰۰ دلار بالاتر از قیمت اعلام شده توسط فورد (۱۳۹٬۹۹۵ دلار) به فروش رسیدند. (شرکت فورد در تاریخ ۱ ژوئیهٔ ۲۰۰۵ قیمت فورد جی‌تی را معادل ۱۴۹٬۹۹۵ دلار اعلام کرد.) تجهیزات انتخابی قابل سفارش بر روی فورد جی‌تی شامل یک سیستم صوتی مکینتاش، خطوط مسابقه‌ای نقش بسته روی بدنه، کالیپرهای ترمز رنگ شده و رینگ‌های چرخ از جنس آلیاژ آلومینیوم پرداخت‌شده بود که سفارش تمامی آن‌ها بر روی خودرو، مبلغ ۱۳٬۵۰۰ دلار به قیمت اعلام‌شده توسط کارخانه می‌افزود.

### مهندسی و عملکرد

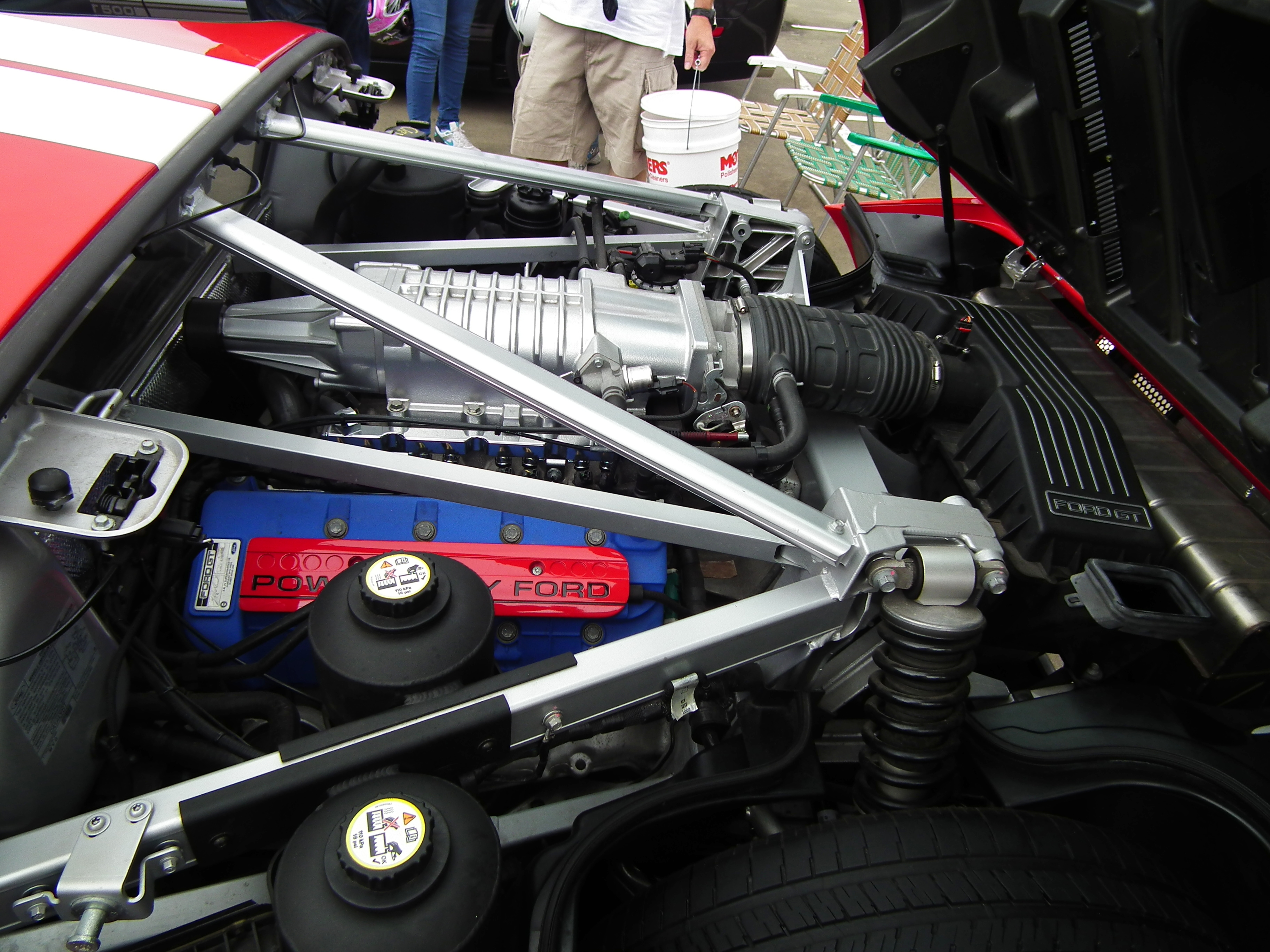
موتور ۵٫۴ لیتری ۸ سیلندر وی‌شکل مجهز به سوپرشارژر

نیروی خروجی پیشرانه‌ٔ فور جی‌تی برابر با ۵۵۰ اسب بخار (۴۱۰ کیلووات) در دور موتور ۶٬۵۰۰ دور بر دقیقه، و گشتاور آن معادل ۶۷۸ نیوتن متر (۵۰۰ پوند نیرو-فوت) در دور موتور ۴٬۵۰۰ دور بر دقیقه است. نیروی تولیدی این پیشرانه از طریق یک جعبه‌دندهٔ ۶ سرعتهٔ دستی ساخت شرکت ریکاردو به دیفرانسیل لغزش محدود از نوع پیچشی و سپس به چرخ‌های عقب منتقل می‌شود. مجلهٔ کار اند درایور در ژانویهٔ ۲۰۰۴ آزمایشی را بر روی فورد جی‌تی انجام داد و شتاب ۰ تا ۹۷ کیلومتر بر ساعت (۰ تا ۶۰ مایل بر ساعت) ۳٫۳ ثانیه‌ای را برای آن به ثبت رساند.
عملکرد به روایت اعداد:
- بیشینه سرعت: ۳۳۰ کیلومتر بر ساعت (۲۰۵ مایل بر ساعت)
- زمان طی مسافت ۴۰۲ متر (۱⁄۴ مایل): ۱۱٫۸ ثانیه
- شتاب ۰–۱۰۰ کیلومتر بر ساعت (۰–۶۲ مایل بر ساعت): ۳٫۸ ثانیه
- شتاب ۰–۲۰۰ کیلومتر بر ساعت (۰–۱۲۴ مایل بر ساعت): ۱۲٫۳ ثانیه
- شتاب ۰–۳۰۰ کیلومتر بر ساعت (۰–۱۸۶ مایل بر ساعت): ۴۴٫۳ ثانیه

مصرف سوخت
بر اساس ارزیابی‌های انجام شده توسط سازمان حفاظت از محیط زیست ایالات متحده، مصرف سوخت فورد جی‌تی برابر با ۲۰ لیتر بر ۱۰۰ کیلومتر (۱۲ مایل بر گالون آمریکایی) در شهر، ۱۲ لیتر بر ۱۰۰ کیلومتر (۱۹ مایل بر گالون آمریکایی) در بزرگراه، و مصرف سوخت ترکیبی آن معادل ۱۷ لیتر بر ۱۰۰ کیلومتر (۱۴ مایل بر گالون آمریکایی) است.

### فورد جی‌تی‌ایکس۱

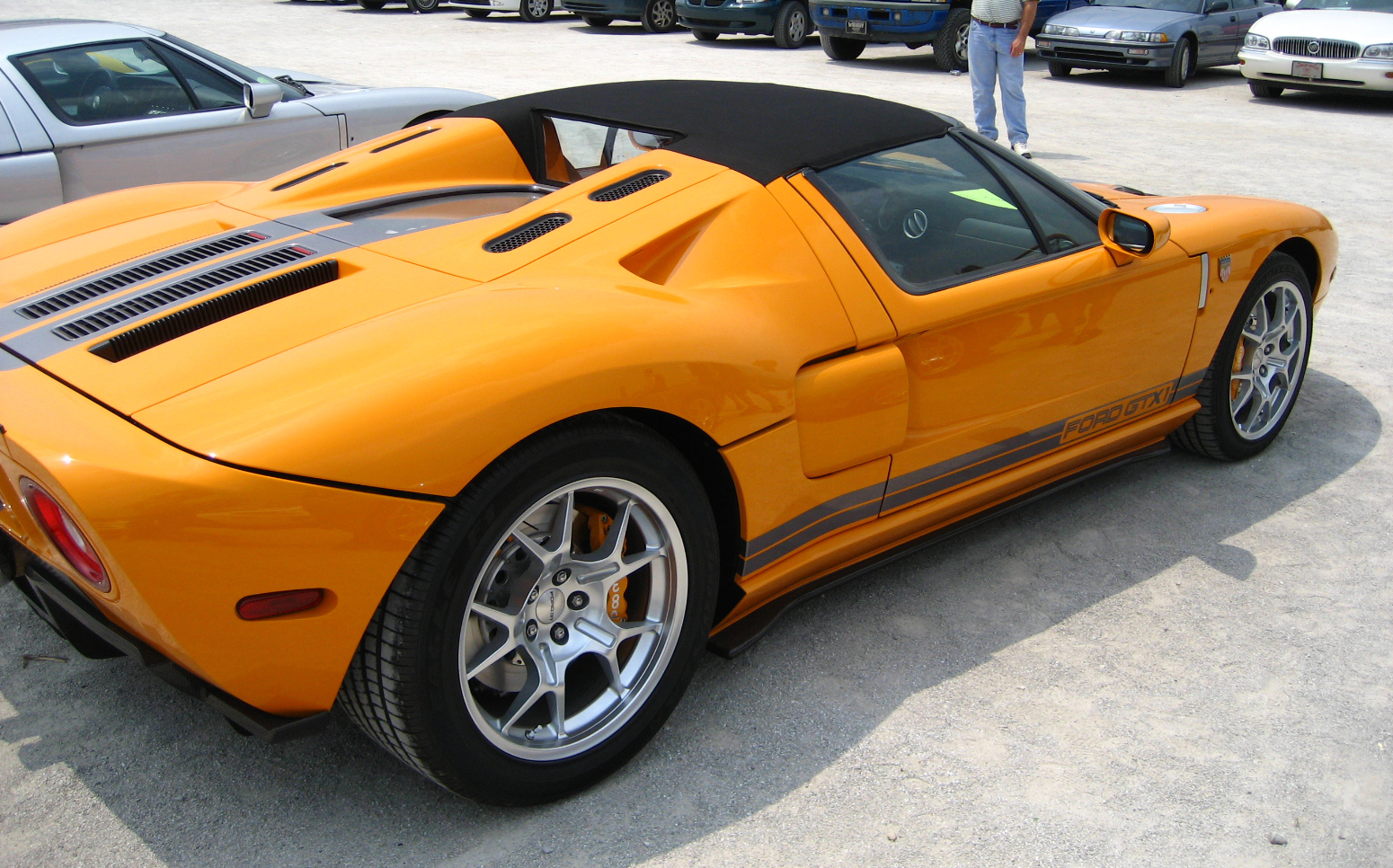
فورد جی‌تی‌ایکس۱

فورد جی‌تی‌ایکس۱ گونهٔ رودستر (با سقف بازشو) فورد جی‌تی بود که در نمایشگاه خودروی سِما در سال ۲۰۰۵ توسط شرکت فورد معرفی شد. این خودرو توسط مارک گریش، مالک گروه طراحی گنادی واقع در منیتواک، ویسکانسین و با همکاری شرکت فورد ساخته شد. کیپ اوینگ، یکی از مهندس‌هایی که در توسعهٔ فورد جی‌تی نقش داشت، ایدهٔ معرفی این مدل را ارائه کرد و سرپرستی این پروژه را نیز بر عهده گرفت. خودرویی که در نتیجهٔ این پروژه ساخته شد، دارای شاسی با ۱۰٪ استحکام کمتر نسبت به مدل استاندارد جی‌تی بود، اما این موضوع بر عملکرد خودرو تأثیر چندانی نداشت.
طراحی جی‌تی‌ایکس۱ از مدل روباز فورد جی‌تی۴۰ در دههٔ ۱۹۶۰ الهام گرفته بود. تغییرات اعمال شده در این خودرو شامل درپوش موتور، درهای جانبی (حذف شدن بخشی از در که سقف خودرو را تشکیل می‌داد) و افزوده شدن یک شمش با قابلیت جداسازی در میانهٔ سقف می‌شد. هنگامی که این شمش در میان سقف قرار می‌گرفت، دو قطعهٔ مربوط به سقف خودرو در دو طرف آن قرار می‌گرفتند و شکلی همانند حرف انگلیسی T به سقف خودرو می‌بخشیدند؛ و برای زمانی که شمش میانی سقف از خودرو جدا می‌شد، یک سقف کامل از جنس پارچهٔ برزنتی برای پوشاندن کامل سقف در نظر گرفته شده‌بود. طراحی محافظ سر سرنشینان فورد جی‌تی‌ایکس۱ از پورشه کاررا جی‌تی الهام گرفته‌بود.
مدل جی‌تی‌ایکس۱ در نمایشگاه سما بازخوردهای مثبت بسیاری داشت و مشتری‌ها اصرار داشتند که شرکت فورد این خودرو را به تولید برساند؛ اما از آنجا که قرار بود در سال بعد (۲۰۰۶) تولید خودروی فورد جی‌تی به پایان برسد، مشخص بود که تولید نمونهٔ تولید محدود دیگری از مدل جی‌تی برای شرکت فورد بسیار هزینه‌بردار خواهد بود. بستهٔ ارتقاء به مدل جی‌تی‌ایکس۱، با پرداخت مبلغ ۳۸٬۰۰۰ دلار هزینهٔ اضافه نسبت به قیمت مدل استاندارد فورد جی‌تی، به هنگام خرید برای مشتریان در دسترس بود. دست داشتن شرکت فورد در روند تولید و فروش این مدل نشان‌دهندهٔ این بود که گارانتی و دیگر تعهدات شرکت نسبت به این مدل، بدون تغییر و همانند مدل استاندارد فورد جی‌تی ارائه خواهد شد.
در مجموع تعداد ۱۰۰ مورد سفارش برای مدل جی‌تی‌ایکس۱ دریافت شد و طی برنامه‌ریزی برای تولید ۲ ساله، ساخته و به مشتریان تحویل داده‌شد. این سفارش‌ها، نمونه‌هایی با شباهت دقیق به مدل به نمایش درآمده در نمایشگاه سما را شامل می‌شدند. از دیگر تغییرات اعمال شده در این مدل می‌توان به صندلی‌های مسابقه‌ای، تزئینات داخلی سفارشی، ترمزهای ساخت ویلوود، سپر عقب پنهان‌شده، و افزایش توان تولیدی پیشرانه به ۷۰۰ اسب بخار (۵۲۲ کیلووات) اشاره کرد. مدل جی‌تی‌ایکس۱ در نشریات و برنامه‌های تلویزیونی با موضوع خودرو بازتاب زیادی داشت و بارها مورد نقد و بررسی قرار گرفت. در این میان جرمی کلارکسون، خبرنگار مشهور در زمینهٔ خودرو، اقرار کرد که جی‌تی‌ایکس۱ یکی از بهترین خودروهایی است که تابحال رانده‌است.

## نسل دوم (۲۰۱۶_۲۰۲۲)
در نمایشگاه بین‌المللی خودروی آمریکای شمالی سال ۲۰۱۵، و طی مراسم رونمایی از بازی ویدئویی فورزا موتوراسپورت ۶، یک مدل جدید از فورد جی‌تی با طراحی جدید به همگان معرفی شد و برنامهٔ تولید آن برای سال ۲۰۱۶ اعلام شد. این خودرو به مناسبت پنجاهمین سالگرد قهرمانی فورد جی‌تی۴۰ در مسابقات ۲۴ ساعته لمانز سال ۱۹۶۶ معرفی شد و در سال ۲۰۱۶ نیز با شرکت در این مسابقات و کسب جایگاه‌های اول و سوم در کلاس ال‌ام‌جی‌تی‌ئی حرفه‌ای، بزرگداشت قهرمانی فورد جی‌تی۴۰ را با موفقیت به انجام رساند.

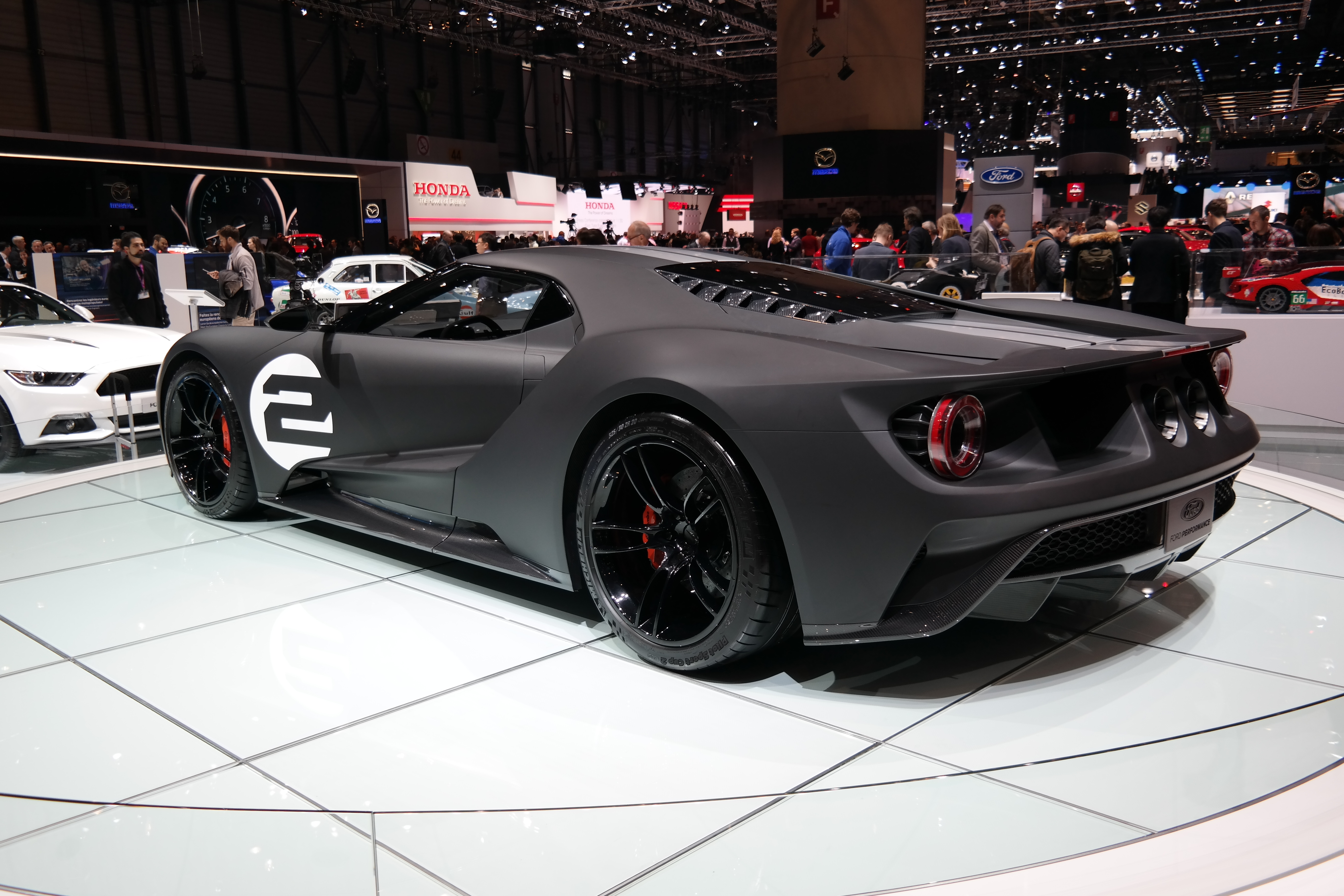
نسل دوم فورد جی‌تی در نمایشگاه خودرو ژنو ۲۰۱۷

پیشرانهٔ ۳٬۴۹۶ سی‌سی نسل دوم فورد جی‌تی از نوع فورد اکوبوست مجهز به توربوی دوگانه، و آرایش سیلندرهای آن به صورت وی۶ بوده و قادر به تولید ۶۴۷ اسب بخار (۴۸۲ کیلووات) نیرو و ۷۴۶ نیوتن متر (۵۵۰ پوند-فوت) گشتاور می‌باشد. در این موتور قطعات زیادی از جمله سرسیلندر، بلوک سیلندر و سیستم تزریق سوخت دوقلو، با موتور ۳٫۵ لیتری وی۶ فورد اف۱۵۰ جدید مشترک است. از جمله تفاوت‌های آن نیز می‌توان به توربوشارژرهای بزرگ‌تر، منیفولد ورودی از جنس آلومینیوم، سیستم روغن‌کاری خشک مخزنی، میل‌سوپاپ منحصر به فرد و قطعات گردان و تایمینگ با استحکام بیشتر اشاره کرد. در زمان معرفی، فورد جی‌تی در میان پرقدرت‌ترین خودروهای تولیدی جهان قرار گرفت.
طبق اعلام شرکت فورد، جی‌تی جدید به لطف ساختار فیبر کربنی سبک خود، دارای یکی از بهترین نسبت‌های نیرو به وزن در میان خودروهای تولیدی است. فورد جی‌تی، از یک شاسی یکپارچه (مونوکوک) از جنس فیبر کربن سود می‌برد که در جلو و عقب به زیرشاسی‌هایی از جنس آلومینیوم متصل بوده و با بدنه‌ای از جنس فیبر کربن پوشیده شده‌است. این خودرو همچنین با الهام از خودروهای مسابقه‌ای از سیستم تعلیق مبتنی بر میلهٔ فشار، سامانهٔ آئرودینامیک فعال و درهای جانبی باز شونده به صورت پروانه‌ای بهره‌مند است. شیشه جلوی این خودرو از گوریلا گلس ساخته شده‌است که توسط شرکت کورنینگ تولید شده و در ساخت شیشهٔ صفحهٔ نمایش تلفن‌های همراه امروزی نیز کاربرد دارد. استفاده از این نوع شیشه، که دارای ضخامت کم، اما در عین حال استحکام یکسان با شیشهٔ معمولی است، باعث کاهش وزن خودرو شده‌است. فورد جی‌تی جدید دارای یک پمپ روغن چهار مرحله‌ای خارجی خشک بوده و ظرفیت مخزن روغن آن برابر با ۱۴٫۵ لیتر است.
تولید نسل دوم فورد جی‌تی در دسامبر ۲۰۱۶، و با حجم تولید روزانه یک دستگاه در کارخانهٔ مونتاژ جدید فورد در شرکت مولتیماتیک واقع در شهر مارکام ایالت انتاریوی کانادا آغاز شد و تا سال ۲۰۲۰ ادامه خواهد داشت. خودروهای تولید شده به عنوان مدل سال‌های ۲۰۱۷ و ۲۰۱۸ برای مشتری‌های منتخب رزرو شده‌اند. خودروهای تولیدی مدل سال ۲۰۱۹ برای مشتری‌هایی در نظر گرفته شده‌است که در روند انتخاب اولیه مورد تأیید قرار نگرفته‌اند، و خودروهای مدل سال ۲۰۲۰ نیز در دسترس مشتری‌های عادی قرار خواهند گرفت.